# Atlantis Condominium
L'Atlantis Condominium  è un edificio sito a Miami (Florida) al 2025 di Brickell Avenue. È alto 20 piani e ospita 96 unità abitative di lusso.

## Caratteristiche costruttive
È stato costruito tra il 1980 e il 1982 su progetto dello studio di architettura Arquitectonica, fondato dall'architetto peruviano Bernardo Fort-Brescia e dalla moglie Laurinda Hope Spear cui si sono aggiunti Andrés Duany, Elizabeth Plater-Zyberk e Hervin Romney..
L'edificio è noto per il suo innovativo stile costruttivo, ascrivibile allo stile postmoderno. La facciata nord è in vetro a specchio, con quattro terrazzi ai piani bassi, mentre la facciata opposta è caratterizzata da una griglia che descrive quadrati grandi come tre piani. Al centro del palazzo è presente un'apertura alta cinque piani, denominata Palm Court. Il Palm Court dispone di una scala a chiocciola, una vasca idromassaggio e una palma.
Sul colore neutro delle pareti di vetro spiccano sgargianti colori primari: il blu della griglia, il giallo del contorno della "Palm Court" e dei terrazzi ed il rosso della scala a chiocciola della Palm Court e della decorazione triangolare posta sul tetto.
Il 18 aprile 2012, la rivista American Institute of Architects ha collocato questo edificio tra i 100 più significativi dello Stato della Florida.

## Atlantis Condominium nella cultura di massa
- L'edificio è visibile in primo piano nella sigla di apertura della serie Miami Vice, grazie alla quale ha raggiunto notorietà internazionale[3]
- Atlantis Condominium costituisce inoltre uno degli elementi di maggior spicco nel gioco di costruzioni SimCity 3000 di Maxis[4]
- L'edificio è altresì apparso in Scarface, limitatamente però alle riprese esterne.[5]